# مالار
مالار (به ایتالیایی: Mallare) یک کومونه در ایتالیا است که در استان ساونا واقع شده‌است.

## خصوصیات
مالار ۳۲٫۶ کیلومترمربع مساحت و ۱٬۲۹۲ نفر جمعیت دارد و ۴۵۰ متر بالاتر از سطح دریا واقع شده‌است.